# Nairoby Abigail Jiménez
Nairoby Abigail Jiménez (22 de octubre de 2000) es una jugadora de bádminton domincana. Compitió en los Juegos Centroamericanos y del Caribe de 2018 en Barranquilla, Colombia, donde obtuvo la medalla de bronce en dobles mixto junto con su compañero Nelson Javier. El mismo año representó a su país en Buenos Aires, Argentina en la tercera edición de los Juegos Olímpicos de la Juventud.

## Logros

### Juegos Centroamericanos y del Caribe
Dobles mixto
| Año  | Lugar                                                 | Compañero     | Oponentes                           | Marcador            | Resultado |
| ---- | ----------------------------------------------------- | ------------- | ----------------------------------- | ------------------- | --------- |
| 2018 | Coliseo Universidad del Norte, Barranquilla, Colombia | Nelson Javier | Leodannis Martínez Tahimara Oropesa | 21–14, 10–21, 20–22 | Bronce    |

### Challenge Internacional BWF/Serie
Individual femenino
| Año  | Torneo                   | Oponente     | Marcador            | Resultado |
| ---- | ------------------------ | ------------ | ------------------- | --------- |
| 2016 | Abierto de Santo Domingo | Lisa Iversen | 18–21, 21–19, 21–18 | Ganadora  |

Dobles femenino
| Año  | Torneo                   | Compañero                        | Oponentes                                      | Marcador            | Resultado |
| ---- | ------------------------ | -------------------------------- | ---------------------------------------------- | ------------------- | --------- |
| 2017 | Abierto de Santo Domingo | Licelott Sánchez                 | Noemi Almonte Bermary Altagracia Polanco Munoz | 26–24, 21–16        | Ganadora  |
| 2017 | Carebaco International   | Licelott Sánchez                 | Daniela Macias Danica Nishimura                | 19–21, 12–21        | Ganadora  |
| 2016 | Abierto de Santo Domingo | Bermary Altagracia Polanco Muñoz | Fanny Duarte Aimee Moran                       | 21–8, 21–12         | Ganadora  |
| 2016 | Carebaco International   | Bermary Altagracia Polanco Muñoz | Mikaylia Haldane Katherine Wynter              | 21–17, 21–23, 21–15 | Ganadora  |
| 2015 | Abierto de Santo Domingo | Licelott Sánchez                 | Katherine Winder Luz Maria Zornoza             | 15–21, 6–21         | Finalista |

Dobles Mixto
| Año  | Torneo                   | Compañero                   | Oponentes                        | Marcador     | Resultado |
| ---- | ------------------------ | --------------------------- | -------------------------------- | ------------ | --------- |
| 2016 | Abierto de Santo Domingo | Cesar Adonis Brito Gonzalez | William Cabrera Licelott Sánchez | 10–21, 17–21 | Finalista |

     Challenge BWF
     Serie BWF
     Torneo BWF Future